# Claus Bliefert
Claus Bliefert (geboren 1943 oder 1944) ist ein deutscher Chemiker und Autor.

## Leben
Bliefert studierte Chemie und wurde 1971 an der Universität des Saarlandes mit der Dissertation Untersuchungen zur Entstehung von HNO durch Zersetzung des Natriumsalzes der Benzolsulfhydroxamsäure zum Dr. rer. nat. promoviert wurde. Ab April 1973 war er Professor für Chemie er an der Fachhochschule Münster. 1994 wurde er ebendort Leiter des Labors für Umweltchemie. Gemeinsam mit Hans Friedrich Ebel verfasste er mehrere Bücher.

## Schriften (Auswahl)
- mit Günther Dehms, Gerd Morawietz: Praktische Nomographie. Die graphische Darstellung von funktionalen Zusammenhängen und das zeichnerische Lösen von Gleichungen mit Beispielen aus dem Bereich der Naturwissenschaften und dem Ingenieurwesen. Verlag Chemie, Weinheim [u. a.] 1977, ISBN 3-527-25685-7.
- pH-Wert-Berechnungen. Verlag Chemie, Weinheim [u. a.] 1978, ISBN 3-527-25788-8.
- mit Hans Friedrich Ebel: Das naturwissenschaftliche Manuskript. Ein Leitfaden für seine Gestaltung und Niederschrift. Verlag Chemie, Weinheim [u. a.] 1982, ISBN 3-527-25944-9.
- mit H. F. Ebel und W. E. Russey: The Art of Scientific Writing. From Student Reports to Professional Publications in Chemistry and Related Field. VCH, Weinheim 1987, ISBN 3-527-26677-1; Neudruck 1990.
- als Hrsg. mit J. Kwiatkowski: Datenverarbeitung in den Naturwissenschaften. VCH, Weinheim 1989; 2. Auflage ebenda 1992.
- mit Christophe Villain: Text und Grafik. Ein Leitfaden für die elektronische Gestaltung von Druckvorlagen in den Naturwissenschaften. VCH, Weinheim [u. a.] 1989, ISBN 3-527-27885-0.
- mit Hans F. Ebel: Vortragen in Naturwissenschaft, Technik und Medizin. 1991; 3. Auflage, Wiley-VCH, Weinheim 2005, ISBN 3-527-31225-0.
- mit H. F. Ebel: Diplom- und Doktorarbeit. Anleitungen für den naturwissenschaftlich-technischen Nachwuchs. VCH, Weinheim 1993, ISBN 3-527-30003-1.
- mit Christophe Villain und W. E. Russey: Text and Graphics in the Electronic Age. Ebenda 1994, ISBN 3-527-28519-9.
- Umweltchemie. VCH, Weinheim [u. a.] 1994, ISBN 3-527-28692-6.
- mit Hans Friedrich Ebel und (ab der 5. Auflage) Walter Greulich: Schreiben und Publizieren in den Naturwissenschaften. VCH, Weinheim 1991; 3., bearbeitete Auflage 1994; 5. Auflage, Wiley-VCH Verlag, Weinheim 2006, ISBN 3-527-30802-4.